# Scaphiopus
Scaphiopus es un género de anfibios anuros de la familia Scaphiopodidae compuesto por tres especies distribuidas por Estados Unidos y el norte de México.

## Especies
Según ASW:
- Scaphiopus couchii (Baird, 1854)
- Scaphiopus holbrookii (Harlan, 1835)
- Scaphiopus hurterii (Strecker, 1910)